# Потенциальный код 2B1Q
Потенциальный код 2B1Q (2 Binary 1 Quaternary, иногда в литературе встречается как PAM-5) — один из способов канального кодирования (физического кодирования, линейного кодирования, манипуляция сигнала), применяемого для передачи цифровых данных на расстояние путём формирования сигнала в канал связи. Способ кодирования заключается в выставлении уровня сигнала в соответствии с поступающим на вход кодирующего устройства двух битов. Каждой паре битов соответствует потенциальный уровень сигнала, всего таких уровней четыре. Чтобы осуществлялась синхронизация приёмника с передатчиком, при таком способе кодирования необходимо стараться исключать последовательности одинаковых пар бит, что соответствует постоянной составляющей, при которой возможна рассинхронизация тактовых частот приёмника с передатчиком. 

## Преимущества
- Понижение требования к линейной скорости в 2 раза[2];
- Скорость передачи данных закодированных 2B1Q-кодом выше в два раза в сравнении c NRZ кодом[2].

## Недостатки
- Широкая полоса частот сигнала[1] в сравнении с TC-PAM;
- Слабая чувствительность к низкочастотным наводкам от силовых установок и электрических сетей;
- Сложная реализация за счет того, что нужен более мощный передатчик и более сложный приемник, который должен различать четыре уровня.

## Применение
- 1000BASE-T Gigabit Ethernet;
- В сетях ISDN[1].